# Regioni economiche del Chiapas

Mappa delle regioni del Chiapas numerata secondo l'ordine ufficiale

A seguito della riforma promulgata nel 2011, lo stato messicano del Chiapas è suddiviso in 15 regioni economiche, a loro volta ripartite in 122 comuni nella seguente maniera:
- I Regione - Metropolitana

Tuxtla Gutiérrez, Chiapa de Corzo, Suchiapa, Berriozábal
- II Regione - Valles Zoque

Cintalapa de Figueroa, Jiquipilas, Ocozocoautla de Espinosa, Belisario Domínguez
- III Regione - Mezcalapa

Copainalá, Chicoasén, Coapilla, Francisco León, Ocotepec, Osumacinta, San Fernando, Tecpatán, Mezcalapa
- IV Regione - De los Llanos

Venustiano Carranza, Acala, Chiapilla, Nicolás Ruiz, San Lucas, Socoltenango, Totolapa, Emiliano Zapata
- V Regione - Altos Tzotzil-Tzeltal

San Cristóbal de las Casas, Aldama, Amatenango del Valle, Chalchihuitán, Chamula, Chanal, Chenalhó, Huixtán, Larráinzar, Mitontic, Oxchuc, Pantelhó, Teopisca, San Juan Cancuc, Santiago El Pinar, Tenejapa, Zinacantán
- VI Regione - Frailesca

Villaflores, Ángel Albino Corzo, La Concordia, Montecristo de Guerrero, Villa Corzo, El Parral
- VII Regione - De los Bosques

El Bosque, Bochil, Huitiupán, Ixtapa, Jitotol, Pantepec, Pueblo Nuevo Solistahuacán, Rayón, San Andrés Duraznal, Simojovel, Soyaló, Tapalapa, Tapilula
- VIII Regione - Norte

Pichucalco, Amatán, Chapultenango, Ixhuatán, Ixtacomitán, Ixtapangajoya, Juaréz, Ostuacán, Reforma, Solosuchiapa, Sunuapa
- IX Regione - Istmo-Costa

Tonalá, Arriaga, Mapastepec, Pijijiapan
- X Regione - Soconusco

Tapachula, Acacoyagua, Acapetahua, Cacahoatán, Escuintla, Frontera Hidalgo, Huehuetán, Huixtla, Mazatán, Metapa, Suchiate, Tuxtla Chico, Tuzantán, Unión Juárez, Villa Comaltitlán
- XI Regione - Sierra Mariscal

Motozintla, Frontera Comalapa, Amatenango de la Frontera, Bejucal de Ocampo, Bella Vista, Chicomuselo, El Porvenir, La Grandeza, Mazapa de Madero, Siltepec
- XII Regione - Selva Lacandona

Altamirano, Ocosingo
- XIII Regione - Maya

Benemérito de las Américas, Catazajá, La Libertad, Marqués de Comillas, Palenque
- XIV Regione - Tulijá Tzeltal Chol

Yajalón, Chilón, Sabanilla, Sitalá, Tila, Tumbalá, Salto de Agua
- XV Regione - Meseta Comiteca Tojolabal

Comitán de Domínguez, La Independencia, Las Margaritas, La Trinitaria, Tzimol, Las Rosas, Maravilla Tenejapa

## Suddivisione precedente

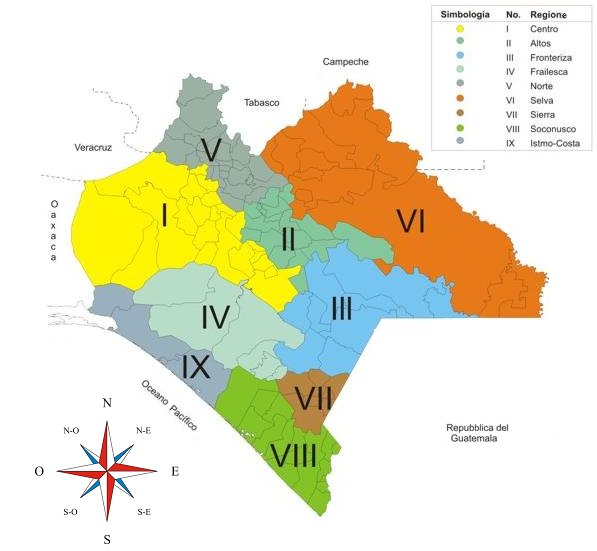
Mappa con la vecchia suddivisione delle regioni economiche del Chiapas

Prima della riforma del 2011 il Chiapas era suddiviso in 9 regioni economiche, a loro volta ripartite in diversi comuni, per un totale di 118. Tale suddivisione era la seguente:
- I Regione - Centro

Acala, Berriozábal, Chiapa de Corzo, Chiapilla, Chicoasén, Cintalapa, Coapilla, Copainalá, Ixtapa, Jiquipilas, Nicolás Ruiz, Ocotepec, Ocozocoautla, Osumacinta, San Fernando, San Lucas, Soyaló, Suchiapa, Tecpatán, Totolapa, Tuxtla Gutiérrez, Venustiano Carranza.
- II Regione - Altos

Altamirano, Aldama, Amatenango del Valle, Chalchihuitán, Chamula, Chanal, Chenalhó, Huixtán, Larráinzar, Mitontic, Oxchuc, Pantelhó, Las Rosas, San Cristóbal de las Casas, Santiago el Pinar, Tenejapa, Teopisca, Zinancantán.
- III Regione - Fronteriza

Chicomuselo, Comitán de Domínguez, Frontera Comalapa, La Independencia, Maravilla Tenejapa, Las Margaritas, Socoltenango, La Trinitaria, Tzitmol.
- IV Regione - Frailesca

Ángel Albino Corzo, La Concordia, Montecristo de Guerrero, Villacorzo, Villaflores.
- V Regione - Norte

Amatán, Bochil, El Bosque, Chapultenango, Francisco León, Huitiupán, Ixhuatán, Ixtacomitán, Ixtapangajoya, Jititol, Juárez, Ostuacán, Pantepec, Pichucalco, Pueblo Nuevo Solistahuacán, Rayón, Reforma, San Andrés Duraznal, Simojovel, Solosuchiapa, Sunuapa, Tapalap, Tapilula.
- VI Regione - Selva

Benemérito de las Américas, Catazajá, Chilón, La Libertad, Marqués de Comillas, Ocosingo, Palenque, Sabanilla, Salto de Agua, San Juan Cancuc, Sitalá, Tila, Tumbalá, Yajalón.
- VII Regione - Sierra

Amatenango de la Frontera, Bejucal de Ocampo, Bella Vista, La Grandeza, Mazapa de Madero, Motozintla, El Porvenir, Siltepec.
- VIII Regione - Soconusco

Acacoyahua, Acapetahua, Cacahotán, Escuintla, Frontera Hidalgo, Huehuetán, Huixtla, Mapastepec, Mazatán, Metapa, Villa Comaltitlán, Suchiate, Tapachula, Tuxtla Chico, Tuzantán, Unión Juárez.
- IX Regione - Istmo-Costa

Arriaga, Pijijiapan, Tonalá.